# Antonietta Dosi
Antonietta Dosi (Milano, 30 aprile 1930 – Milano, 9 aprile 2023) è stata una scrittrice, filologa classica e grecista italiana.
Si laureò a pieni voti in lettere antiche con indirizzo filologico classico. Insegnò nei licei classici in diverse città italiane, fino ad ottenere il trasferimento al Liceo Classico Beccaria di Milano come titolare della Cattedra di Lettere Latine e Greche. Successivamente fu addetta con funzioni di vice-direttrice presso l'Istituto Italiano di Cultura di Atene, dove ricoprì per quattro anni la Cattedra Libera di Lingua e letteratura italiana dell'Università Panepistimiu. Divenne poi direttrice dell'Istituto Italiano di Cultura di Alessandria D'Egitto; nello stesso periodo fu invitata dal Dipartimento di Lingua e Letteratura Italiana dell'Università Jagellonia di Cracovia, dove tenne per un triennio corsi su alcuni dei più importanti autori italiani contemporanei.

## Biografia
Antonietta Dosi rivelò fin da bambina notevoli attitudini allo studio. Nel 1940 fu tra i primi classificati in un concorso indetto dalla Banca Popolare di Milano per la scuole elementari di tutta la città. 
Conseguito il diploma magistrale, partecipò al concorso indetto dall'Università Cattolica a cinque posti gratuiti nei collegi universitari e rientrò tra i cinque vincitori. Durante il primo anno di insegnamento i suoi professori la spinsero a preparare l'esame di maturità classica ritenendola particolarmente adatta a questo tipo di studi. Si presentò come privatista alla prima sessione ottenendo la media dell'otto, e al tempo stesso conservò il posto gratuito, superando tutti gli esami universitari di quell'anno con la media del “trenta” e riscuotendo l'ammirazione di tutta l'Università.
Poté iscriversi alla Facoltà di Lettere e Filosofia, scegliendo l'indirizzo di Lettere Latine e Greche. Si laureò con Raffaele Cantarella discutendo una tesi su Menandro, dal titolo “Menandro drammaturgo e cercatore di caratteri”: tesi che ottenne il massimo dei voti e fu poi pubblicata dall'Istituto del Dramma Antico di Siracusa. Successivamente si perfezionò in Filologia classica, discutendo la tesi “Sulle tracce della poetica di Teofrasto”, pubblicata dall'Istituto Lombardo – Accademia di Scienze e Lettere. In attesa dell'esito del “concorso a cattedre” bandito nel 1960,  incominciò ad insegnare come incaricata nel Liceo Manzoni di Milano; e alla pubblicazione del concorso scoprì di aver vinto la cattedra di Latino, Italiano, Greco, Storia e Geografia per il ginnasio, a Bressanone; Italiano e Latino per il liceo classico, a Bolzano; Lettere Latine e Greche per il liceo classico, a Rovigo. Scelse quest'ultima sede e dopo un anno, su sua richiesta, venne trasferita al liceo di Spoleto. Dopo aver insegnato in assegnazione provvisoria per alcuni anni al Berchet di Milano,  divenne titolare di cattedra al Liceo Classico Beccaria; e nello stesso anno fu chiamata come esaminatrice per Lingua e Letteratura Greca nel concorso indetto per conferire ai professori l'abilitazione all'insegnamento.
Inquieta e desiderosa di nuove esperienze, seguì il consiglio di un collega di filosofia e si presentò ad un esame indetto dal Ministero degli Affari Esteri per selezionare il personale da inviare negli istituti italiani di cultura all'estero.
Nel 1973 venne assegnata all'Istituto di Atene e poco dopo fu scelta, tra una terna di aspiranti, dal Senato Accademico dell'Università Panepistemiu di Atene per la Cattedra Libera di Lingua e Letteratura italiana, incarico che svolse per un quadriennio.
Nel 1980 fu trasferita come direttrice all'Istituto Italiano di Cultura di Alessandria d'Egitto.
In quel periodo di intensa attività meritò la stima dei direttori di altri Istituti di Cultura europei operanti in Egitto, e in particolare di quello degli Stati Uniti d'America; Istituti che le accorderanno spesso il privilegio di organizzare importanti manifestazioni culturali, tra cui due festival cinematografici internazionali, inaugurati entrambi da un film italiano.
Il direttore dell'Istitut Francais, che era stato trasferito a Cracovia, segnalò la Dosi all'Università Jagellonia di quella città; e così il Dipartimento di Lingua e Letteratura Italiana di quella Università la contattò e la invitò a tenere un corso su autori italiani contemporanei. Incarico che lei accettò con entusiasmo, e che svolgerà per un triennio in brevi e assai densi corsi della durata di un mese.
In questo fortunato periodo della sua vita le soddisfazioni professionali non mancarono certamente; tuttavia la nostalgia di quegli studi, a cui non poteva più dedicarsi “in toto” per i tanti impegni istituzionali, prevalse e fu così che chiese di rientrare. Poté nel 1991 riprendere i suoi studi prediletti; scrisse, tenne conferenze, presentò saggi e romanzi altrui, e con buona cadenza le sue proprie opere.
È deceduta il 9 aprile 2023 nella sua casa di Milano.

## Pubblicazioni

### Saggi in volume
- Menandro drammaturgo e creatore di caratteri - Istituto del Dramma Antico, Siracusa, 1955
- Sulle tracce della poetica di Teofrasto - Istituto Lombardo Accademia di Scienze e Lettere, Milano, 1958
- La definizione georgiana della tragedia – Istituto Lombardo Accademia di Scienze e Lettere, Milano, 1960
- Antologia quintilianea – Dante Alighieri, Roma, 1962
- Invito alla lettura di Bacchelli – Mursia, Milano, 1973
- I dubbi della grammatica (coautore Eugenio Levi) – Longanesi, Milano, 2ª ed. 1982
- A tavola con i Romani Antichi (coautore Francois Schnell) – Quasar, Roma, 1985
- Le abitudini alimentari dei Romani (coautore Francois Schnell), Vita e Costumi dei Romani Antichi - Quasar, Roma, 1991
- Pasti e vasellame da tavola (coautore Francois Schnell), Vita e Costumi dei Romani Antichi – Quasar, Roma, 1992
- I Romani in cucina (coautore François Schnell), Vita e Costumi dei Romani Antichi – Quasar, Roma, 1992
- Spazio e tempo (coautore Francois Schnell), Vita e Costumi dei Romani Antichi – Quasar, Roma, 1992
- I soldi nella Roma Antica – Mursia, Milano, 1993
- Le istituzioni tra monarchia e repubblica. Vita e Costumi dei Romani Antichi – Quasar, Roma, 1999
- Lotte politiche e giochi di potere nella Roma repubblicana – Mursia, Milano, 2002
- Gruppi e partiti politici di età repubblicana, Vita e Costumi dei Romani Antichi – Quasar, Roma, 2002
- Così votavano i Romani. Vita e Costumi nel mondo romano antico – 2ª serie, Quasar, Roma, 2004
- OTIUM, il tempo libero dei Romani”. Vita e Costumi nel mondo romano antico – 2ª serie, Quasar, Roma, 2006
- Eros, l'amore in Roma antica. Vita e Costumi nel mondo romano antico – 2ª serie, Quasar, Roma, 2008
- Ars Culinaria: dal Piemonte alla Sicilia, i piatti degli antichi Romani sulle loro tavole (e sulle nostre) (coautrice Giuseppina Pisani Sartorio), Donzelli, Roma, 2012

### Saggi in rivista
- La diffusione del teatro pirandelliano in Grecia, sulla Rivista Italiana di Drammaturgia, (1975)
- Teofrasto e Labruyère (1979), sulla rivista Silarus in tre numeri successivi
- Viaggio in Italia di Goethe (1985), sulla rivista Silarus in tre numeri successivi

## Premi
- Premio della Presidenza del Consiglio dei Ministri per l'attività letteraria, 1971
- Primo premio per la saggistica ”Silarus”, con il saggio su Calvino, 1971
- Primo premio Bancarelvino (Mulazzo – Pontremoli) per il libro “A tavola con I Romani Antichi”. Roma, 1984
- Premio “Torre di Castruccio” per la cultura, patrocinato dalla Provincia di Carrara e dall'Accademia di Belle arti di Carrara, 2002
- Primo premio per la saggistica “Silarus”, con un saggio su Giancarlo Buzzi, 2008
- Primo premio internazionale per la saggistica edita “Città di Salò” con “EROS, l'Amore in Roma Antica”, 2009